# Chengtun
Chengtun (kinesiska: 程屯镇, 程屯) är en köping i Kina. Den ligger i provinsen Shandong, i den östra delen av landet, omkring 140 kilometer sydväst om provinshuvudstaden Jinan. Antalet invånare är 44252. Befolkningen består av 22 881 kvinnor och 21 371 män. Barn under 15 år utgör 22,0 %, vuxna 15-64 år 64 %, och äldre över 65 år 12,0 %.
Genomsnittlig årsnederbörd är 667 millimeter. Den regnigaste månaden är juli, med i genomsnitt 208 mm nederbörd, och den torraste är januari, med 2 mm nederbörd.